# Bermkogelspin
De bermkogelspin  (Cryptachaea riparia) is een spinnensoort in de taxonomische indeling van de kogelspinnen (Theridiidae).
De wetenschappelijke naam van de soort werd voor het eerst geldig gepubliceerd in 1834 door John Blackwall.